# Barbut cama-roig de Malàisia
El barbut cama-roig de Malàisia (Caloramphus hayii) és una espècie d'ocell de la família dels megalèmids (Megalaimidae).

## Hàbitat i distribució
Aquest ocell habita els boscos humits tropicals i subtropicals de Sumatra i la Península Malaia.

## Taxonomia
S'ha considerat una subespècie de Caloramphus fuliginosus però ha estat proposat 
com una espècie de ple dret.